# Бакєєва Віра Миколаївна
Ві́ра Микола́ївна Бакє́єва (1906—1997) — українська органістка та педагогиня.

## Життєпис
Народилася 1906 року в місті Санкт-Петербург. 1933 року закінчила фортепіанний факультет Ленінградської косерваторії (клас Ісая Браудо).
В 1931 по 1984 рік гастролювала у багатьох містах СРСР та Польщі. У програмах виконувала твори світової класики, також твори Лесі Дичко, Віталія Кирейка, Віктора Косенка, Лева Ревуцького, Адама Солтиса та інших.
Працювала в оркестрах багатьох театрів; протягом 1947—1950 років викладала у Ташкентській (клас органа), згодом — у Львівській (1952—1957 — викладач, 1957—1961 — доцент класу органа та камерного ансамблю) та Новосибірській косерваторіях (1961—1968, клас камерного ансамблю, завідувачка кафедри, доцент).
В 1968—1972 роках працювала у Донецькому музично-педагогічному інституті — клас органа та камерного ансамблю, в. о. професора. Протягом 1972—1974 років — у Київській консерваторії, клас органа та камерного ансамблю, в. о. професора.
У співавторстві з чоловіком, Арсенієм Котляревським, здійснила розшифровку цифрованого баса (партія органа) — в «Реквіємі» Моцарта.
Є авторкою публікацій
- «Й.-С. Бах. „Магнифікат“. Путівник по концертам», 1939
- «Г. Ф. Гендель. „Юда Маккавей“. Ораторія. Путівник по концертам», 1939.

Її авторству належать переклади для органа арій стародавніх італійських композиторів, пісень Ференца Ліста, п'єс для скрипки та віолончелі Габрієля Форе й Баліса Дваріонаса.
Спогади Бакєєвої та фрагменти листів Д. Шостаковича до неї Софія Михайлівна Хентова використала у музикознавчих працях «Шостакович в Україні» (1986) та «Шостакович й Сибір» (1990).
Померла 1997 року в Києві.
Випущено платівки «Д. Шостакович. Прелюдії і фуги в обробці для органа В. Бакєєвої: c-moll, e-moll, d-moll, Fis-moll».
Перекладення для органа: «Д. Шостакович. Шість прелюдій й фуг. Твір 87», 1988.
Мати Івана Котляревського.